# ان‌جی‌سی ۱۶۳۷
ان‌جی‌سی ۱۶۳۷ (انگلیسی: NGC 1637) نام یک کهکشان در صورت فلکی جوی است.